# Unimot
Die UNIMOT Group ist ein börsennotiertes Unternehmen der Kraftstoff- und Energiebranche mit Sitz in Zawadzkie.
Das polnische Unternehmen baut ein Tankstellennetz von Avia International in Polen und der Ukraine aus.
Im April 2023 schloss die UNIMOT Group den Erwerb von Vermögenswerten von Lotos Terminals (heute UNIMOT Terminals) ab, darunter 9 Kraftstoffterminals und zwei Asphaltfabriken. Weitere Geschäftsfelder sind Logistik, Kraftstoffspeicherung und Asphaltproduktion in Polen. Das Unternehmen entwickelt das Photovoltaik-Segment unter der Marke AVIA Solar.
Seit März 2017 ist das Unternehmen auf der Haupthandelsplattform der Warschauer Wertpapierbörse notiert. Hauptaktionäre sind die Unimot Express sp. z o.o. und die Zemadon Limited der Familie Sikorski.

## Tochterunternehmen (Auswahl)
Bei Beteiligungsunternehmen ist der Anteil in Klammern angegeben.
- Unimot System Sp. z o.o., Warschau
- Blue LNG Sp. z o.o., Warschau
- Unimot Paliwa Sp. z o.o., Zawadzkie
- Unimot Energia i Gaz sp. z o.o., Warschau
- Unimot Ukraina (ТОВ УНІМОТ УКРАЇНА), Lemberg
- Unimot Investments Sp. z o.o., Warschau
- Unimot SA, Genf
- Olavion Sp. z o.o., Danzig (90 %)